# Pavel Michalevitsj
Pavel Michalevitsj (Wit-Russisch: Павел Михалевич) (Minsk, 22 januari 1974) is een Wit-Russische voormalig voetballer die als middenvelder speelde. Hij stond acht seizoenen onder contract bij N.E.C.

## Carrière
Michalevitsj voetbalde in de jeugd bij Joenost Minsk en Dynamo Minsk. Hij kwam naar Nederland via een uitwisselingsproject van de Nijmeegse amateurclub Quick. Vanaf 1993 voegde hij zich bij het tweede van N.E.C.. Hij zou al geregeld meespelen in het eerste maar NEC moest een jarenlange juridische procedure tegen het Centraal Bureau voor de Arbeidsvoorziening volgen voordat hij in 1996 eindelijk een contract kon tekenen. Michalevitsj speelt als rechter middenvelder en had zijn beste seizoen in 1997/98. Meerdere zware blessures zorgen ervoor dat hij slechts weinig wedstrijden zou spelen. Hij kwam 48 keer uit voor NEC waarin hij 2 keer scoorde. Zijn contract liep in 2001 af.
Hierna ging hij spelen bij de zondaghoofdklassers JVC Cuijk (2002/03) en Achilles '29 uit Groesbeek (2003/06).
Daarna werd hij eigenaar van een bedrijf dat actief is in de logistiek en handel met Oekraïne, Wit-Rusland en Rusland. 

## Statistieken
| Seizoen | Club   | Competitie     | Competitie | Competitie | Beker | Beker | Overig | Overig | Totaal | Totaal |
| Seizoen | Club   | Competitie     | Wed.       | Dlp.       | Wed.  | Dlp.  | Dlp.   | Dlp.   | Wed.   | Dlp.   |
| ------- | ------ | -------------- | ---------- | ---------- | ----- | ----- | ------ | ------ | ------ | ------ |
| 1993/94 | N.E.C. | Eerste divisie | 1          | 1          | 0     | 0     | 1      | 0      | 2      | 1      |
| 1994/95 | N.E.C. | Eredivisie     | 14         | 1          | 3     | 1     | 0      | 0      | 17     | 2      |
| 1995/96 | N.E.C. | Eredivisie     | 2          | 0          | 1     | 0     | 0      | 0      | 3      | 0      |
| 1996/97 | N.E.C. | Eredivisie     | 4          | 0          | 3     | 0     | 6      | 0      | 13     | 0      |
| 1997/98 | N.E.C. | Eredivisie     | 18         | 0          | 1     | 0     | 0      | 0      | 19     | 0      |
| 1998/99 | N.E.C. | Eredivisie     | 7          | 0          | 1     | 0     | 0      | 0      | 8      | 0      |
| 1999/00 | N.E.C. | Eredivisie     | 2          | 0          | 0     | 0     | 0      | 0      | 2      | 0      |
| Totaal  | Totaal | Totaal         | 48         | 2          | 9     | 1     | 7      | 0      | 64     | 3      |

## Erelijst
- Promotie naar Eredivisie: 1994
- Finalist KNVB beker: 1994, 2000